# Trochospongilla singpuensis
Trochospongilla singpuensis är en svampdjursart som beskrevs av Cheng 1991. Trochospongilla singpuensis ingår i släktet Trochospongilla och familjen Spongillidae. Inga underarter finns listade i Catalogue of Life.